# Mariage homosexuel en Uruguay
- Mariage homosexuel
- Autre type de partenariat

- Non reconnu ou inconnu
- Pas de reconnaissance, mariage homosexuel interdit

Statut légal des unions homosexuelles en Amérique du Sud :
Mariage homosexuel
Autre type de partenariat
Non reconnu ou inconnu
Pas de reconnaissance, mariage homosexuel interdit
Activité homosexuelle illégale

La Chambre des représentants de l'Assemblée générale de l'Uruguay adopte le 12 décembre 2012 un projet de loi légalisant le mariage pour les couples homosexuels.
Le projet de loi est débattu au Sénat et adopté le 2 avril 2013 après un report, par 23 voix contre 8.
Le 10 avril 2013, la Chambre des députés adopte définitivement le texte légèrement amendé. La loi est signée dès le 3 mai par le président José Mujica et entrera en vigueur le 1er août.